# Троицк (Тасеевский район)
Троицк — село в Тасеевском районе Красноярского края. Административный центр Троицкого сельсовета.

## География
Село находится в восточной части края, в пределах Среднесибирского плоскогорья, в подтаёжно-лесостепном районе лесостепной зоны, на берегах реки Усолки, на расстоянии приблизительно 20 километров (по прямой) к северо-северо-западу (NNW) от Тасеева, административного центра района. Абсолютная высота — 126 метров над уровнем моря.
Климат
Климат характеризуется как резко континентальный, с продолжительной морозной зимой и коротким тёплым летом. Средняя температура воздуха самого тёплого месяца (июля) составляет 17,7 °C (абсолютный максимум — 38 °C); самого холодного (января) — −23 °C (абсолютный минимум — −57 °C). Продолжительность безморозного периода составляет в среднем 60 дней. Среднегодовое количество атмосферных осадков составляет 392—401 мм, из которых большая часть выпадает в тёплый период.

## История
Основано в 1864 году. По данным 1926 года в селе Троицк-Заводское имелось 304 хозяйства и проживало 1428 человек (705 мужчин и 723 женщина). В национальном составе населения того периода преобладали русские. Функционировали школа I ступени и лавка общества потребителей. В административном отношении являлось центром Троицко-Заводского сельсовета Тасеевского района Канского округа Сибирского края.

## Население
| 2010 |
| ---- |
| 582  |

Половой состав
По данным Всероссийской переписи населения 2010 года в гендерной структуре населения мужчины составляли 49,3 %, женщины — соответственно 50,7 %.
Национальный состав
Согласно результатам переписи 2002 года, в национальной структуре населения русские составляли 91 % из 710 чел.